# 주세페 토르나토레
주세페 토르나토레(이탈리아어: Giuseppe Tornatore, Grande Ufficiale OMRI, 1956년 5월 27일 ~ )는 이탈리아의 영화 감독, 각본가, 제작자이다. 30년이 넘는 기간 동안 드라마 영화인 《피아니스트의 전설》, 《말레나》, 《바리아》, 《베스트 오퍼》등의 감독과 각본가로 활동했다. 그 중 가장 유명한 영화는 아카데미 외국어 영화상 수상작 《시네마 천국》이다.

## 작품 목록

### 감독과 각본
- 《프로페서》 Il Camorrista (1986)
- 《시네마 천국》 Nuovo Cinema Paradiso (1988)
- 《모두 잘 지내고 있다오》 Stanno tutti bene (1990)
- 《이스페셜리 온 선데이》 (단편 〈Il cane blu〉) (1991)
- 《단순한 형식》 Una pura formalità (1994)
- 《스타 메이커》 L' Uomo delle stelle (1995)
- 《피아니스트의 전설》 La Leggenda del pianista sull'oceano (1998)
- 《말레나》 Malèna (2000)
- 《언노운 우먼》 La Sconosciuta (2006)
- 《바리아》 Baarìa (2009)
- 《베스트 오퍼》 La migliore offerta (2013)
- 《시크릿 레터》 La corrispondenza (2016)

### 각본
- Cento giorni a Palermo (《팔레르모에서 100일》), 주세페 페라라 감독 (1984) - 토르나토레는 페푸초 토르나토레라는 이름으로 크레디트에 표기되었다

## 상훈

### 수상 경력
- 1989년 제42회 칸 영화제 심사위원그랑프리
- 1990년 제44회 영국 아카데미 시상식 각본상
- 1995년 제52회 베네치아 영화제 심사위원특별대상

### 서훈
- 1996년 이탈리아 공화국 공로장 3등급(Commendatore OMRI)[1]
- 2014년 이탈리아 공화국 공로장 2등급(Grande Ufficiale OMRI)[2]